# Grand Marais (Minnesota)
Grand Marais ist eine Kleinstadt (mit dem Status „City“) und Verwaltungssitz des Cook County im äußersten Nordosten des US-amerikanischen Bundesstaates Minnesota. Das U.S. Census Bureau hat bei der Volkszählung 2020 eine Einwohnerzahl von 1.337 ermittelt.

## Geografie
Grand Marais liegt am Nordufer des Oberen Sees, des westlichsten und am höchsten gelegenen der Großen Seen. Der Ort liegt unweit der Grenze zu Kanada und am See gegenüber von Wisconsin und Michigan. Grand Marais liegt auf 47°45′02″ nördlicher Breite, 90°20′03″ westlicher Länge und erstreckt sich über 7,51 km².
Benachbarte Orte von Grand Marais sind Lutsen (28,6 km südwestlich entlang des Seeufers) und Hovland (29,7 km nordöstlich entlang des Seeufers).
Die nächstgelegenen größeren Städte sind Thunder Bay in der kanadischen Provinz Ontario (128 km nordöstlich) und Duluth (177 km südwestlich). Minneapolis, die größte Stadt Minnesotas, liegt 425 km südwestlich.
Die Mündung des Pigeon River, der die Grenze zu Kanada bildet, liegt 65 km nordöstlich.

## Verkehr
Die Hauptstraße von Grand Marais wird von der am Nordufer des Oberen Sees entlangführenden Minnesota State Route 61 gebildet. Der historische Gunflint Trail, die heutige County Road 12 führt von Grand Marais in nördliche Richtung. Alle weiteren Straßen sind untergeordnete teils unbefestigte Fahrwege sowie innerörtliche Verbindungswege.
In Grand Marais gibt es einen kleinen Hafen, über den die Stadt Verbindung zu allen Städten an den Großen Seen hat.
Die nächstgelegenen Flughäfen sind der 124 km nordöstlich gelegene Thunder Bay International Airport und der 183 km südwestlich gelegene Duluth International Airport; der Minneapolis-Saint Paul International Airport liegt 432 km südwestlich.

## Demografische Daten
Nach der Volkszählung im Jahr 2010 lebten in Grand Marais 1351 Menschen in 673 Haushalten. Die Bevölkerungsdichte betrug 179,9 Einwohner pro Quadratkilometer. In den 673 Haushalten lebten statistisch je 1,94 Personen.
Ethnisch betrachtet setzte sich die Bevölkerung zusammen aus 93,4 Prozent Weißen, 0,4 Prozent Afroamerikanern, 2,4 Prozent amerikanischen Ureinwohnern, 0,5 Prozent Asiaten, 0,1 Prozent Polynesiern sowie 0,6 Prozent aus anderen ethnischen Gruppen; 2,5 Prozent stammten von zwei oder mehr Ethnien ab. Unabhängig von der ethnischen Zugehörigkeit waren 1,6 Prozent der Bevölkerung spanischer oder lateinamerikanischer Abstammung.
18,1 Prozent der Bevölkerung waren unter 18 Jahre alt, 58,9 Prozent waren zwischen 18 und 64 und 23,0 Prozent waren 65 Jahre oder älter. 54,1 Prozent der Bevölkerung war weiblich.

Das mittlere jährliche Einkommen eines Haushalts lag bei 40.750 USD. Das Pro-Kopf-Einkommen betrug 24.240 USD. 10,3 Prozent der Einwohner lebten unterhalb der Armutsgrenze.